# Юрчишин Володимир Васильович
Володимир Васильович Юрчишин ([9 березня (6) 1925, Заячівка — 13 серпня 2017) — український економіст-аграрник, доктор економічних наук.

## Біографічні відомості
Родом із села Заячівка Волинської області. Закінчив плодоовочевий факультет Уманського сільсько-господарського інституту (1953). Член-кореспондент ВАСГНІЛ (з 1975). Працював в Українській сільськогосподарській академії (1968 — 1976 її ректор). У 1970-их роках був керівником Українського науково-дослідного інституту економіки й організації сільського господарства імені Шліхтера та співредактором наукового збірника «Економіка і організація сільського господарства» (1964 — 1987).
Юрчишин — автор понад 500 фундаментальних наукових праць з проблем аграрної політики, реформування аграрних відносин, переходу аграрної сфери України до ринкової економіки, історії аграрної економіки України.
Підготував 40 кандидатів і 3 доктори економічних наук.
Нагороджений орденом «Знак Пошани» (1970, 1974), медалями.